# 真夏のメリークリスマス
『真夏のメリークリスマス』（まなつのメリークリスマス）は、2000年10月13日から12月15日までTBS系列で金曜22:00-22:54（金曜ドラマ）に放送されたテレビドラマである。全10話。

## ストーリー
沖縄県の竹富島で育った樹下涼と星野波流。幼馴染の二人は上京してから、さらに惹かれあうが……。

## キャスト
- 樹下涼：竹野内豊（少年時代：三浦春馬）
- 星野波流：中谷美紀（少女時代：近内里緒）
- 赤座夏見：加藤あい（少女時代：真部珠音）
- 中田慶治：杉本哲太
- 池田あゆみ：畑野浩子
- 瀬能（柘植）晶子：山田麻衣子（少女時代：橋本幸愛）
- 河口（志村）愁一：深沢邦之（少年時代：鈴木藤丸）
- 明峯響子：上原美佐
- 大橋晃：大杉漣
- 坂東軍司：伊武雅刀

## スタッフ
- 脚本：清水東、関えり香、相内美生、原克子
- プロデュース：植田博樹、伊與田英徳
- 演出：生野慈朗、今井夏木、内田誠、竹之下寛次
- タイトルバック：松原弘志（演出）、篠田昇（撮影）

## 主題歌
- 「angel song -イヴの鐘-」 the brilliant green

## サブタイトル
| Letter 1                                                   | 2000年10月13日 | 17年目の奇跡   | 16.7% |
| Letter 2                                                   | 2000年10月20日 | 破られた約束   | 12.9% |
| Letter 3                                                   | 2000年10月27日 | 最後の予約席   | 11.4% |
| Letter 4                                                   | 2000年11月3日  | 空のラブレター | 11.5% |
| Letter 5                                                   | 2000年11月10日 | 衝撃の一夜     | 11.1% |
| Letter 6                                                   | 2000年11月17日 | 幻のプロポーズ | 11.8% |
| Letter 7                                                   | 2000年11月24日 | 同棲           | 10.8% |
| Letter 8                                                   | 2000年12月1日  | 永遠の別れ     | 10.6% |
| Letter 9                                                   | 2000年12月8日  | 最後の賭け     | 10.3% |
| Letter10                                                   | 2000年12月15日 | 奇跡の聖夜     | 9.8%  |
| 平均視聴率 11.7%（視聴率は関東地区・ビデオリサーチ社調べ） |                |                |       |